# 조선의용군
조선의용군(朝鮮義勇軍)은 1942년 조선의용대의 화북지대를 개편하여 결성한 조선독립동맹의 당군(黨軍)이다. 타이항산을 근거지로 일본 제국주의가 패망할 때까지 무장 투쟁을 하였고 제2차 세계 대전이 종결된 후 해산하여 상당수가 조선인민군에 편입되었다. 조선민주주의인민공화국의 수립 당시 연안파로 불리며 정치 세력을 형성하였지만 6.25 전쟁 이후 1958년까지 숙청되었다.

## 배경
1937년 제2차 국공합작이 이루어진 뒤 중국 내에서 독립운동을 하던 조선민족혁명당, 조선청년전위동맹, 조선민족해방동맹, 조선무정부주의자연맹은 후베이성 우한에서 연석회의를 갖고 조선민족전선연맹을 창립하였고 산하 무장 세력으로 조선의용대를 결성하였다. 조선민족혁명당은 일찌기 의열단 활동을 이끌던 김원봉을 위수로 하고 있었고, 조선민족해방동맹은 김산 등을 주축으로 1936년 결성되었다. 한편, 당시 한구에는 이미 최창익이 이끄는 공산주의 계열의 조선청년전시복무단 50여명이 활동하고 있었고 이들 역시 조선의용대로 개편되었다. 김원봉을 총사령으로 한 조선의용대는 국공합작에 따라 장제스가 위원장으로 있던 중국 군사위원회의 지휘를 받았고 직접적인 교전 보다는 항일 선무 공작이 주된 임무였다.
1938년 6월 일본군이 우한에 대한 공격을 시작하여 우한 전투가 시작되었다. 우한 전투는 국공합작 이후 처음으로 일어난 중국과 일본 사이의 대규모 전투였다. 전황이 불리하게 돌아가자 10월 24일 장제스는 우한 철수를 명령하였고 이에 따라 조선의용대 역시 철수하였다. 그 뒤 조선의용대는 전황에 따라 여러 곳으로 분산하여 이동할 수 밖에 없었다.

1945년 11월 만주에 진군한 조선의용군 2,000명은 1, 3, 5, 7지대로 나눠 각지로 퍼졌다. 조선의용군은 현지 조선인 청년들을 충원하면서 중국인민해방군 제166사단과 제164사단, 독립 15사단으로 확대 개편됐다.

## 창설과 증원
조선의용대의 총사령은 김원봉이었으나 우한 퇴각 이후 여러 곳에 분산되어 있던 지대들은 독자적인 행동을 하고 있었다. 국민당 정권은 조선의용대에게 포로의 심문 등의 역할을 부여하였으나 직접 교전에 참여시키지는 않았다. 조선의용대 내에서는 전투를 하지 못하는 것에 대한 불만이 일었다. 1939년 조선의용대 부대장 김학무는 정치연설을 통해 "총소리가 들리지 않는 후방 투쟁은 가짜 항일"이라며 북상을 주장하였다. 이러한 내부의 요구에 따라 최창익은 자기 휘하의 부대를 이끌고 중국 공산당의 근거지인 옌안(중국 지역)사회주의자들과 함께 화북조선청년연합회를 결성하였다. 한편 화베이 지역의 중국 국민당 지휘 아래 있던 조선의용대는 국민당 내의 반공주의에 의한 희생을 우려하여 중국 공산당 주력 부대의 근거지인 타이항산으로 이동하였다. 두 세력은 1941년 7월 조선의용대 화북지대로 재편되었다. 조선의용대 화북지대가 설립된 타이항산의 동욕진 상무촌은 현재 중국의 역사 사적으로 관리되고 있다. 한편, 의열단 기념사업회 측에서는 김원봉이 화북지대에 합류하지 못한 것을 최창익의 견제때문이라고 본다.
타이항산의 조선의용대 화북지대 인원은 147명이었고 주요 임무는 선전 공작이었으나 일본군과의 교전도 여러 차례 있었다. 특히 1941년 12월 12일 있었던 호가장 전투는 29명의 조선의용군이 500여 명의 일본군에 맞서 싸운 격전으로 중국 공산당의 기관지 《해방일보》가 전황을 보도하여 널리 알려지게 되었다.
1942년 충칭에 있던 조선의용대 본대가 대한민국 임시정부의 군사인 광복군으로 편입되자 화북조선청년연합회는 조선독립동맹으로 조직을 개편하고 주석으로 김두봉을 선출하였다. 김두봉은 주시경의 제자로 한글 운동가이기도 하였다. 또한 조선의용대 화북지대를 자신들의 당군인 조선의용군으로 재편하였다. 건립 초기 조선의용군은 독립적인 지휘권을 갖는 부대였으나 1943년 이후 팔로군의 지휘를 받았다. 조선의용군의 창설은 조선독립동맹의 입장에서 보면 무력 항쟁을 통한 독립의 달성이라는 염원의 실현이었으나 중국 공산당의 입장에선 당시 소련의 지원을 받으며 만주에서 활동하였던 동북항일연군에 대한 대응 가운데 하나였고 또한 국민당의 영향 아래 놓여있던 광복군에 대한 경쟁 의식 역시 작용하였다.
조선의용군의 총사령은 옌안에 자리 잡고 있던 김무정이었고 화북지대를 실제 지휘한 지대장은 박효삼이었다. 1943년 말 연안으로 이동한 후 계속하여 일제와 무장투쟁을 전개하자 주변의 조선인들이 입대하여 병력이 크게 늘었다. 조선의용군은 1944년 9월 화북조선청년군사정치간부학교, 10월 조선군정학교 산동분교, 1945년 2월 옌안 조선군사정치학교 등을 잇달아 개설하여 간부를 양성하였고 1945년 5월 무렵 조선의용군는 850여 명에 이르렀다. 조선의용군은 타이항산을 거점으로 허베이의 산동, 섬서 등지에 분대를 파견하였고, 신사군이 결성된 이후에는 화중 지역에 대원을 파견하였다.

## 활동

### 선무 공작
조선의용군의 주요 임무는 화북 일대의 선무 공작이었다. 이들은 일본군 점령 지역의 건물에 벽보를 쓰고, 한중일 3개 국어로 작성된 전단을 살포하였다. 당시 일을 기억하고 있는 허베이 성의 노인은 "적이 몇 십분 거리에 있어도 할 일은 다 했다"고 조선의용군의 활동을 전하였다.

### 호가장 전투
호가장 전투는 조선의용군이 아직 조선의용대 화북지대로서 유지되고 있을 때 있었던 일본군과의 전투이다. 1941년 12월 화북지대는 원씨현, 북영, 왕가장 등을 돌며 선무활동을 벌이고 일본군의 보루를 불태우는 활동을 하였다. 12월 11일 선옹채에서 일본군과 마주쳐 교전을 벌였고 별다른 사상자 없이 활동을 이어갔다.
다음 날인 12월 12일 허베이성 원씨현 호가장 일대에서 선전활동을 벌인 제2대 대원 29명은 마을에서 하룻밤을 묵었다가 일본군 500여 명에게 포위되었다. 박철동 대원이 포위를 뚫고 팔로군에 지원을 요청하러 간 사이 김학철은 다리에 총상을 입고 체포되었다. 2대 대원들은 격렬히 저항하다 지원을 나온 팔로군과 함께 포위를 뚫었으며 추격해 오는 일본군과 교전을 계속하며 귀대하였다. 12월 28일 싱타이에서 다시 교전이 벌어져 이 전투로 손일봉, 최철호, 왕현순, 박철동이 전사하고 대장 김세광과 분대장 조열광, 대원 장례신이 부상당하였다. 한편 일본군은 전사 18명 부상 32명을 기록하였다.
체포된 김학철은 교전당사자로 인정받지 못하고 "치안유지법"을 위반 한 혐의로 재판을 받아 10년형을 선고받고 나가사키 형무소에 수감되었다가 8·15를 맞아 석방되었다. 호가장 전투에서 전사한 4 명의 대원은 황페이핑 촌에 묻혔으며 조선의용군 묘지가 사적으로 인정되기 전까지 마을 주민이 이들 묘를 돌봤다. 2002년 사적지로 지정된 뒤에는 기념비가 세워져 있다. 1993년 손일봉과 최철호에게 대한민국 건국 훈장 애국장이 추서되었다.

### 타이항산 전투
1942년 2월 일본군은 허베이 지역의 항일 무장 세력을 섬멸하고자 타이항산에 대한 공격을 시작하였다. 5월이 되자 일본군 41사단이 타이항산을 완전 포위하게 되었고 팔로군과 조선의용군은 퇴각을 위해 퇴로를 확보해야만 하였다. 이 전투에서 팔로군은 부참모장 쭤취안이 전사하였고(그 지역은 오늘날 쭤취안현으로 불린다) 조선의용군은 윤세주와 진광화를 비롯한 10여 명이 전사하였다. 전투 이후 쭤취안과 윤세주, 진광화의 장례가 치러졌고 팔로군 사령관 주더가 추도사를 낭독하였다.

### 진서북 전투
1942년 11월 13일 조선의용군은 산서의 서쪽 산악인 뤼량산맥에 위치한 진서북에 분대를 차렸다. 분대의 책임자는 김세광이었고 조직담당자는 문명철이었다. 창설 이후 수 차례 일본군과 교전하던 진서북 분대는 1943년 4월 14일 수백명의 일본군에 포위되었고 전투 중에 문명철이 전사하였다. 문명철은 전라남도 사람으로 항일 투쟁을 위해 황푸 군관학교에 입교하였으며 1941년 국민당 관구내에서 조선의용대에 합류한 이래 계속하여 조선의용군의 장교로서 활동하였다.

## 해방 이후
1945년 8월 일제의 패망을 예견한 김두봉은 조선의용군 4개 대대를 이끌고 압록강으로 향했다. 그러나 미처 국경을 넘기 전에 일본은 무조건 항복을 하였고, 소련 군정은 압록강을 넘어온 조선의용군을 인정하지 않고 무장해제하였다.
중국 공산당은 1945년 8월 11일 조선의용군을 만주에 진격시켰다. 1945년 11월 만주에 진군한 조선의용군 2,000명은 1, 3, 5, 7지대로 나눠 각지로 퍼졌다. 조선의용군은 현지 조선인 청년들을충원 중국인민해방군 제166사단과 제164사단, 독립 15사단으로 확대 개편됐다.
1943년부터는 중국 팔로군의 지휘를 받았던 조선의용군은 경성 당시 약 140명이었던 병력이 제2차세계대전이 종료되던 1945년 8월에는 1,000명 이상의 군대로 성장했다.
김무정을 비롯한 지휘관 100여 명 역시 1945년 12월 개인 자격으로 입국하였다. 김무정을 비롯한 조선의용군 출신은 연안파라 불리며 조선민주주의인민공화국 수립 초기 주요 정치 세력을 형성하였고
한편, 중국에 남아 있던 조선의용군은 국공내전에 휘말렸다. 옌안에 남아있던 대원들은 중국 공산당의 명령에 따라 만주로 이동하였으며 옌볜으로 집결하여 조선인을 보호하는 활동을 하였다. 조선의용군의 옌볜 주둔은 이후 조선족 자치주 형성의 배경이 되었다.
1946년 12월17일, 7개 대대가 국민당 쪽에 투항했다. 끝까지 남은 유일한 대대가 조선인 대대였다.”
1949년 중국인민해방군 내에 조선의용군이 주축이 되어 조직된 164(12,000명 부사단장 김창덕 인솔), 166(사단장 방호산 인솔 10,000명)사단을 편성하여 북한으로 보냈다.
(중국인민해방군 164사단 조선인민군 5사단 개편 사단장 김창덕 중국인민해방군, 166사단 조선인민군 6사단개편 사단장 방호산이 1949년 7월부터 8월에 걸쳐 입북을 했다.)
전우의 인솔하에 중국인민해방군 독립15사단(14,000명)이 1950년 4월 초 열차편으로 신의주를 경우, 원산에 도착했으며, 인민군 12사단(사단장 전우)으로 개편되었다.
이밖에도 선양 혼성단, 철도병단 조선족 부대, 동북군정대학 길림분교생 등 조선의용군이 주축이 된 병력 55,000명에서 60,000명 정도의 병력이 인민군에 편입되어 북한군 전력이 대대적으로 증강됐다. “남한에 가서 이승만 반동세력을 소멸하라”는 격려를받고 국경을 넘어 북한에 도착했다.
조선인민군이 만들어진 뒤 국공내전후  다수가 인민군에 편입되었다.
조선의용군과 연관되어있던 연안파는 한국 전쟁 이후인
8월종파사건에 연류되어 1958년 김일성에 의해 숙청이루어졌다

## 주요 인물
- 김두봉 - 대종교 출신의 공산주의자로 조선독립동맹의 주석. 북조선임시인민위원회 부위원장 북조선인민회의 의장, 최고인민회의 대의원 및 상임위원회 위원장, 조국통일전선의장단 의장, 1946년 10월부터 1948년 9월까지 김일성종합대학초대 총장
- 김무정 홍군 대장정참여를 했으며 조선의용군 총사령 1948년 9월 최고인민회의 1기대의원에 당선되어 내각 민족보위성부상, 1950년 한국전쟁 당시 인민군 포병사령관으로참전 평양방위사령관 조선인민군 제2군단장 제7군단장
- 김웅 1912년생 조선인민군 1군단장
- 박일우 조선의용군 부사령관, 북조선노동당 중앙위원회 상무위원, 북조선인민위원회 내무국장, 북조선노동당 중앙위원, 최고인민회의 제1기대의원, 내무상, 조국통일민주주의전선 중앙위원, 군사위원회위원, 전선사령부 부사령관, 정치보위상, 체신상
- 박효삼 조선의용대 화북지대장, 중앙집행위원겸조선의용군화북지대장, 화북조선독립동맹의 중앙위원, 북한의 중앙훈련소 소장, 조선인민군 제1군단사령관을 지냈다. 1955년 11월 상업성 수매양정국장1956년 4월 노동당 중앙검사위원, 1957년 수매양정국장 부상(1958년 해임), 1969년 11월 노동당 함흥시위원회 비서를 역임하였다.

- 서휘 조선의용군 조선인민군 총정치국 부국장
- 주덕해 1945년 10월에는 조선의용군의 일원으로 만주로 진출해 심양에 도착했으며, 조선의용군 제3지대 정치위원, 1952년 9월 3일에 연변조선족 자치주정부주석, 1954년 길림성 부성장 임명 1956년 12월에는 전국인민대표대회 제3기 민족위원회 부주석
- 리익성 조선의용군화북지대부지대장 겸 제2대장 한국전쟁 발발시에는 제7보안여단장 제7경비 여단은 제7사단으로 개편되어 동 사단장으로 취임했으며, 1950년 9월 제13사단장 총참모부대열보충국장 일본위키 참조
- 리상조 조선의용군제3지대장, 인민군 중장(부총참모장겸 정찰국장), 군사정전위원회 북한측 수석대표, 소련대사
- 김세광  조선의용대 화북지대 제2대장
- 최창익 조선의용군 창설관여조선민주주의인민공화국 건국에 참여하여 재정상, 부수상 겸 재정상, 1955년 국가검열상
- 허정숙 조선의용군 창설에 관여함, 1972년 최고인민회의 부의장겸최고인민회의상설회의 부의장, 그해 12월12일 제5기최고인민회의대의원 최고인민회의상설회의부의장에 재선, 제5기 최고인민회의상임위원회 위원의한사람에 선발되었다. 1981년 조선로동당 중앙위원회 정치국 비서선임
- 김창만 조선의용군화북지대정치위원 북한당중앙선전부장, 부위원장, 부수상
- 윤세주 - 김원봉과 함께 의열단 활동을 하다 조선의용대를 거쳐 조선의용군이 되었다. 태항산 전투 중에 전사하였다.
- 김학철 - 조선의용대 화북지대 분대장. 호가장 전투에서 총상을 입고 체포되어 나가사키 형무소에서 복역하였고 제때 치료를 받지 못하여 다리를 절단하였다. 해방 이후 이북으로 귀환하였으나 김일성에 환멸을 느끼고 중국으로 망명하여 소설가로서 활동하였다. 문화대혁명 때 필화를 겪고 24년간 수감되었다.
- 김사량
- 이화림 - 조선의용대 여자복무단 부대장. 의사가 되어 1943년 봄부터 조선의용군의 군의로서 활동하였다.[27]
- 정율성 - 조선혁명군사정치학교를 나와 조선의용군으로서 타이항산 전투에 참전하였다. 〈조선의용군가〉, 〈팔로군 행진곡〉 등을 작곡하였다.[28]
- 리권무 조선인민군 4 사단장
- 김창덕 조선의용군부지대장 조선인민군5사단장
- 방호산 조선인민군 6사단장
- 최인 (1911년) 조선인민군 제7사단장, 1951년  제6군단장,
- 전우 조선의용군 제5지대 제15연대 정치위원직인민군  조선인민군 12사단장
- 노철룡 1946년이후, 조선 의용군 이홍광지대,  독립 4사, 중국인민해방군 166사단참모장으로 국공내전에 참전한 후 부대의 입북에 따라 조선인민군 제6사단 참모장이한국 전쟁에 참전했으며 1950년10월 제6 사단의 후퇴 전투 중 발령을 받아 제2 군단 참모장으로 전출 전후 제1집단군 참모장, 부사령관을 역임, 1958년경 쿠데타 혐의로 체포되어 소식 불명이 된다. (일본위키 참조)
- 박훈일 조선의용군
- 고봉기 조선의용군 1945년 11월 북조선노동당 중앙위원회 후보위원, 1954년 조선노동당 규약수정위원외무성 부상, 노동당 평양시위원회 위원장, 1956년 황해남도위원회 위원장 종파사건 연류 숙청
- 박희광 - 대한통의부소속으로 조선의용군 제5중대 김명봉과 활동, 만주에서 주로 활동하였으며 여순조선인회서기인 악질 친일파 정갑주와 가족을 현장에서 사살,  대련에서 이등박문의 수양녀이자 '흑치마'라는 별명으로 독립운동가들의 체포를 위해 활동한 스파이 배정자를 암살 시도, 일진회 회원인 친일파 최정규 부하와 가족 암살, 만주 봉천에 있는 일본총영사관을 습격했다. (국가보훈처 공훈전자사료관 참조)

## 기념
2002년 대한민국 순국선열 유족회와 중국 짠황현 황베이핑촌 인민정부가 공동으로 조선의용군 타이항산 지구 항일전 순국선열 기념비를 건립하였다. 2004년에는 조선의용군 본부가 있던 타이항산에 조선의용군열사기념관이 건립되었다. 기념관은 100 m2 규모로 관련 사료를 한국어와 중국어로 전시하고 있다.
옌안 시기의 유적으로는 조선혁명군정학교와 정율성 기념비가 있다.
2019년 인천문화재단의 인천아트플랫폼은 3·1운동 100주년을 맞아 조선의용군 관련 사진을 전시하였다.

## 참고 문헌
- 염인호, 한국독립운동사편찬위원회 편, 조선의용대･조선의용군, 독립기념관 한국독립운동사연구소, ISBN 978-89-9302-653-5

## 같이 보기
- 조선의용대
- 광복군
- 동북항일연군
- 조선독립동맹